# کوستا وسکوواتو
کوستا وسکوواتو (به ایتالیایی: Costa Vescovato) یک کومونه در ایتالیا است که در استان آلساندریا واقع شده‌است.

## خصوصیات
کوستا وسکوواتو ۷٫۷ کیلومترمربع مساحت و ۳۶۹ نفر جمعیت دارد و ۳۰۵ متر بالاتر از سطح دریا واقع شده‌است.